# Садовка (Новосибирская область)
Садовка — деревня в Кыштовском районе Новосибирской области. Входит в состав Заливинского сельсовета.

## География
Площадь деревни — 28 гектаров.

## Население
| 2002 | 2007 | 2010 |
| ---- | ---- | ---- |
| 22   | ↘5   | ↗7   |

## Инфраструктура
В деревне по данным на 2007 год отсутствует социальная инфраструктура.